# Gran Premio di Modena 1951
Il II Gran Premio di Modena si svolse il 23 settembre 1951 all'Aerautodromo di Modena.
Dopo il trionfo al primo Gran Premio di Modena 1950, Alberto Ascari si riconfermò vincitore alla guida della debuttante Ferrari 500 F2.

## Gara

### Risultati
| Pos | Cla. | #  | Pilota                | Squadra             | Autovettura       | Giri | Tempo/Ritiro     |
| --- | ---- | -- | --------------------- | ------------------- | ----------------- | ---- | ---------------- |
| 1   | 1    | 2  | Alberto Ascari        | Scuderia Ferrari    | Ferrari 500 F2    | 66   | 2:09'23.2"       |
| 2   | 2    | 6  | José Froilán González | Scuderia Marzotto   | Ferrari 166 F2/50 | 65   | +1 giro          |
| 3   | 3    | 16 | Lance Macklin         | HW Motors Ltd       | HWM - Alta        | 64   | +2 giri          |
| 4   | 4    | 14 | Franco Cortese        | Scuderia Ambrosiana | Ferrari 166 F2    | 64   | +2 giri          |
| 5   | 5    |    | Louis Rosier          | Scuderia Marzotto   | Ferrari 166 F2/50 | 64   | +2 giri          |
| 6   | 6    | 20 | Giampiero Bianchetti  | Scuderia Guastalla  | Ferrari 166 SC    | 62   | +4 giri          |
| 7   | 7    |    | Toni Branca           | auto privata        | Simca-Gordini T15 | 58   | +8 giri          |
| 8   | 8    | 8  | Onofre Marimon        | Scuderia Marzotto   | Ferrari 166 F2    | 54   | +12 giri         |
| 9   | DNF  | 4  | Luigi Villoresi       | Scuderia Ferrari    | Ferrari 500       | 28   | guasto meccanico |
| 10  | DNF  | 24 | André Simon           | Equipe Gordini      | Simca-Gordini T15 | 25   | alimentazione    |
| 11  | DNF  | 18 | Stirling Moss         | HW Motors Ltd       | HWM - Alta        | 25   | candele          |
| 12  | DNF  |    | Piero Carini          | Scuderia Marzotto   | Ferrari 166 F2    | 14   | frizione         |
| 13  | DNF  |    | Franco Bordoni        | Automobili OSCA     | OSCA MT4          | 10   | sospensioni      |
| 14  | DNF  | 28 | Robert Manzon         | Equipe Gordini      | Simca-Gordini T15 | 6    | alimentazione    |
| 15  | DNF  | 26 | Maurice Trintignant   | Equipe Gordini      | Simca-Gordini T15 | 3    | alimentazione    |